# Idaea purpurariata
Idaea purpurariata är en fjärilsart som beskrevs av Rudolf Pinker 1974. Idaea purpurariata ingår i släktet Idaea och familjen mätare. Inga underarter finns listade i Catalogue of Life.